# Паме (язык)
Паме — один из индейских языков Мексики, относится к отопамской группе ото-мангской семьи языков. Число носителей — около 10 тыс. человек, проживающих в штате Сан-Луис-Потоси. Ethnologue выделяет 2 основных живых диалекта паме: центральный паме (город Санта-Мариа-Акапулько) и северный паме (от севера Рио-Верде до границы со штатом Тамаулипас), также выделяет 1 мёртвый — южный диалект.

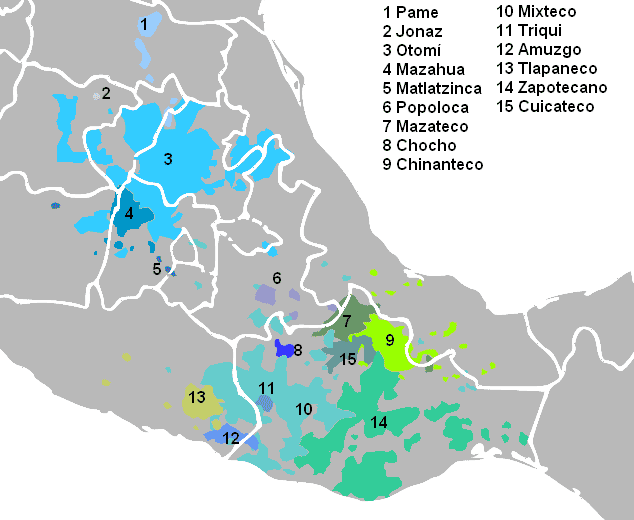
Распространение паме (1) и других ото-мангских языков

Паме — тональный язык, различают 3 тона: высокий, низкий и восходяще-нисходящий контурный тон.
Алфавит центрального диалекта из издания 1975 года: a, a̲, b, c, ch, d, e, e̲, ɛ, ɛ̲, g, i, i̲, j, ', k, l, ly, m, n, ŋ, o, o̲, p, q, r, s, t, ts, u, u̲, ü, v, x, y.